# Hutestein

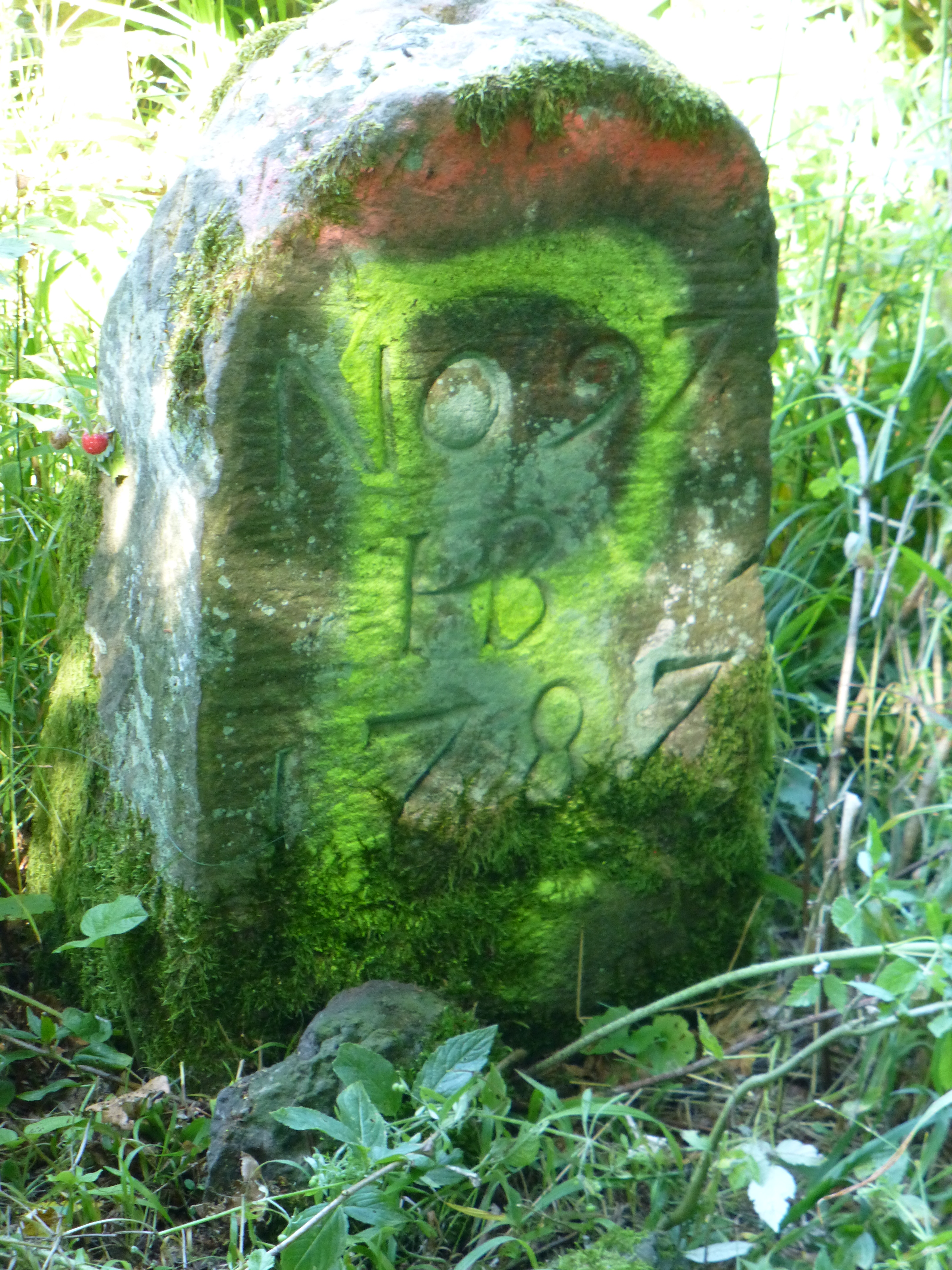
Historischer Hutestein von 1787 auf der Gipfelregion des Schwengebergs in den Langenbergen westlich von Baunatal

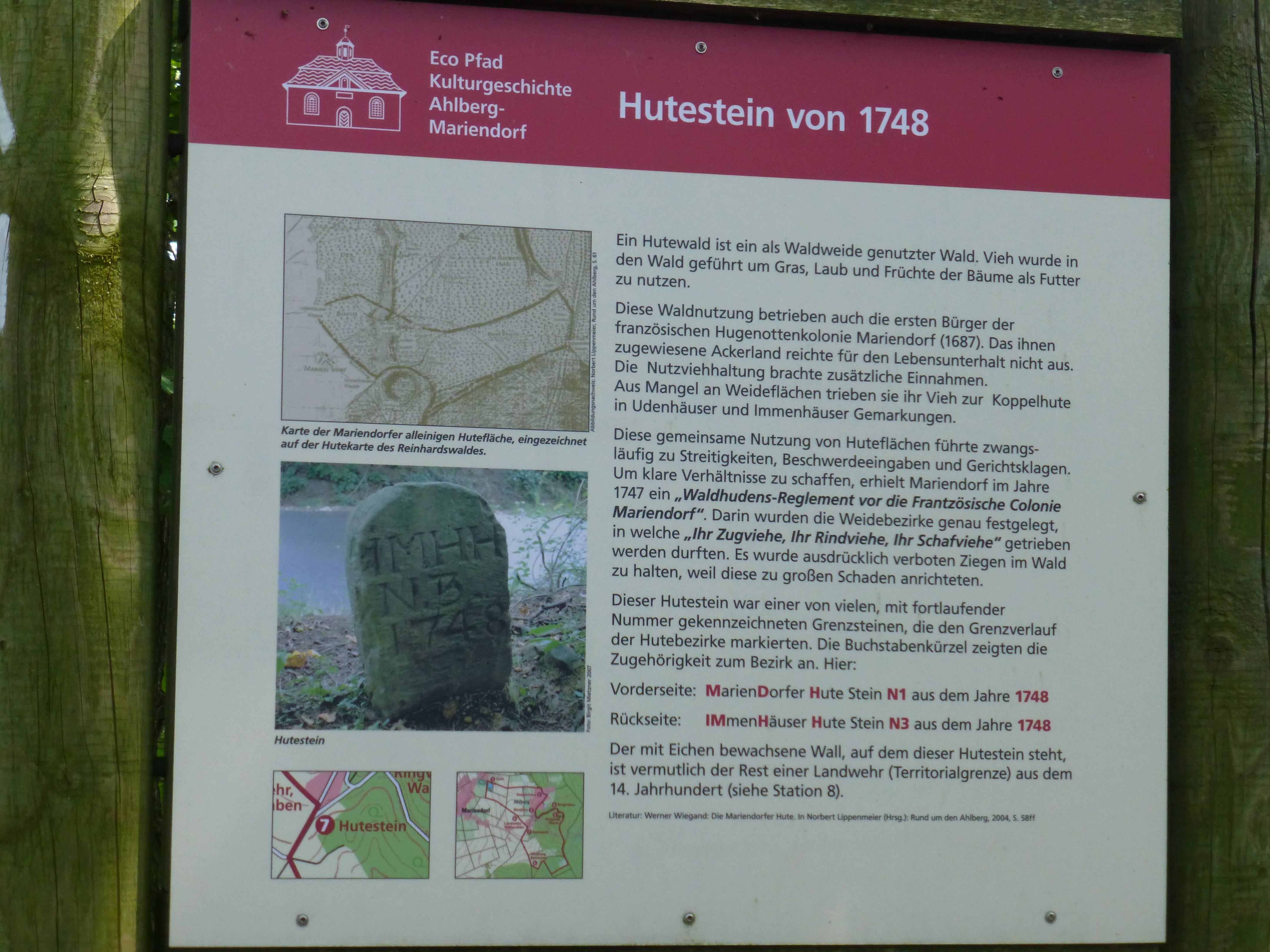
Informationstafel am Eco Pfad Kulturgeschichte Ahlberg-Mariendorf an der Straße Am Ahlberg beim Ahlberg am Westrand des Reinhardswaldes

Ein Hutestein ist Teil einer Grenzmarkierung im Hutewald, einem als Waldweide genutzten Wald. Das Vieh wurde früher regelmäßig in den Wald geführt, um dort Futter zu finden, da das zugewiesene Ackerland für die Versorgung nicht ausreichend war.
Durch die gemeinsame Nutzung der Huteflächen gab es häufiger Streitigkeiten. Diese wurden bei Bedarf durch festgelegte Grenzen innerhalb der Huteflächen beigelegt. Hutesteine markierten die Grenzverläufe. Sie hatten fortlaufende Nummern und je nach Bezirk unterschiedliche Beschriftungen, wie zum Beispiel Buchstabenkürzel, sowie eine Jahreszahl.
Da bisher nur in Nord- und Mittelhessen Hutesteine gefunden bzw. erwähnt wurden, könnten sich diese um eine regionale Besonderheit handeln. Fundorte gibt es unter anderem dort:
- Auf der Westabdachung des Reinhardswaldes bietet bei Mariendorf der auf der Westflanke des Ahlbergs und bei der dortigen Ahlberg-Siedlung verlaufende Eco Pfad Kulturgeschichte Ahlberg-Mariendorf[1] neben einem historischen Hutestein eine Informationstafel über die Geschichte der Hutewaldnutzung im 18. Jahrhundert.
- Auf dem Schwengeberg in den Langenbergen westlich von Baunatal.
- Ein weiterer Hutewald-Bezirk lag in der Gemarkung Biedenkopf, in der 1792 mit 72 Hutesteinen  eine Hutegrenze zwischen den Gemeinden Dexbach und Engelbach markiert wurde. Im Hinterlandmuseum Schloss Biedenkopf wurde ein Hutestein dieses Bezirks als Exponat des Monats August 2013 präsentiert.[2]